# كوهوس
كوهوس (نيويورك) (بالإنجليزية: Cohoes, New York) هي مدينة تقع في الولايات المتحدة في نيويورك (ولاية). يقدر عدد سكانها بـ 16,168 نسمة .

## أعلام
- جورج ديفيس
- توم لونش
- جوزيف ليونارد
- جيف هوفمان
- توم مايرز